# Laothoe poupillieri
Laothoe poupillieri är en fjärilsart som beskrevs av Bellier de la Chavignerie 1878. Laothoe poupillieri ingår i släktet Laothoe och familjen svärmare. Inga underarter finns listade i Catalogue of Life.